# 越後ながおか農業協同組合
越後ながおか農業協同組合（えちごながおかのうぎょうきょうどうくみあい）は、かつて存在した新潟県長岡市今朝白に本店を置く農業協同組合。愛称はJA越後ながおか。

## 概要
- 自己資本比率
  - 20.61%（単体）・22.01%（連結）
- 総資産
  - 2,116億円
- 貯金高
  - 1,910億4,955万円
- 長期共済保有高
  - 7,987億524万円
- 販売品販売高
  - 52億5,155万円
- 購買品供給高
  - 48億411万円

## 沿革
- 2023年（令和5年）2月1日：越後さんとう農業協同組合、にいがた南蒲農業協同組合、柏崎農業協同組合の各農協と合併し、「えちご中越農業協同組合」を発足。それに伴い、越後ながおか農業協同組合は消滅。

## 事業内容
- 営農指導事業
- 信用事業
  - JAバンク
- 共済事業
  - JA共済
- 購買事業
- 販売・加工事業
- 婚礼・葬祭事業
  - パストラル長岡
  - やすらぎホール（ながおか・ながおか西・とちお）
- 高齢者介護福祉事業
  - 介護予防デイサービス事業（まんさく・つくし）
- 資産管理事業

## 本店・支店
| 店舗コード | 店舗名       | 所在地                        |
| ---------- | ------------ | ----------------------------- |
| 001        | 本店         | 新潟県長岡市今朝白2-7-25      |
| 002        | 六日市支店   | 新潟県長岡市滝谷町388-3       |
| 005        | 長岡支店     | 新潟県長岡市美沢3-604         |
| 006        | 栖吉支店     | 新潟県長岡市西片貝町861-1     |
| 007        | 山本支店     | 新潟県長岡市浦瀬町1074        |
| 008        | 富曽亀支店   | 新潟県長岡市永田2-2-3         |
| 009        | 新組支店     | 新潟県長岡市新組町1863        |
| 010        | 黒条支店     | 新潟県長岡市高見町字西堤341-1 |
| 011        | 上川西支店   | 新潟県長岡市巻島1-2           |
| 012        | 下川西支店   | 新潟県長岡市芹川町1276-1      |
| 013        | 福戸支店     | 新潟県長岡市福戸町2561        |
| 016        | 才津支店     | 新潟県長岡市才津西町1593      |
| 019        | 宮本支店     | 新潟県長岡市宮本町1-甲64      |
| 021        | 宮内支店     | 新潟県長岡市宮内2-7-12        |
| 023        | 日越支店     | 新潟県長岡市喜多町504         |
| 034        | 古正寺出張所 | 新潟県長岡市古正寺1-2831      |
| 050        | 山古志支店   | 新潟県長岡市古志種苧原2666    |
| 060        | 栃尾支店     | 新潟県長岡市栄町3-3-21        |
| 061        | 下塩谷支店   | 新潟県長岡市上樫出1771        |
| 063        | 東谷支店     | 新潟県長岡市栃尾泉338-子      |
| 064        | 荷頃支店     | 新潟県長岡市北荷頃2439-12     |